# Zygaenoidea
Zygaenoidea es una superfamilia de lepidópteros glosados del clado Ditrysia.
Los adultos son frecuentemente vellosos, de cuerpo robusto. Las antenas de los machos son bipectinadas (a veces también lo son las de las hembras). Son de tamaño pequeñoa a mediano, las alas anteriores miden de 4 a 40 mm.

## Familias
- Aididae
- Anomoeotidae
- Cyclotornidae
- Dalceridae
- Epipyropidae
- Heterogynidae
- Himantopteridae
- Lacturidae
- Limacodidae
- Megalopygidae
- Phaudidae
- Somabrachyidae
- Zygaenidae